# Guanofleet
El Guanofleet o canal del guano és un canal hidràulic de només 400 metres a l'illa i barri de Steinwerder al port d'Hamburg a Alemanya.. En profitar un fleet o braç natural, va ser canalitzat el 1853 i va ser un dels primers canals del desenvolupament del port modern al marge esquerre del Norderelbe del qual segueix el moviment de la marea.
Fins a la fi dels anys 1960, era navegable i hi havia una activitat portuària, de la qual testimoniegen els vestigis d'unes empreses desafectades, com els edificis abandonats del taller de pintura de vaixells Dylewitz. La supressió del pont al carrer Norderelbstrasse, reemplaçat per un dic permeable, va impossibilitar la navegació.
Si el canalet va perdre el seu paper pel trànsit, per contra va obtenir un paper important per a la renaturalització de l'Elba i les mesures necessaris per a acomplir les exigències de la Directiva marc de l'aigua de la Unió Europea que imposa una compensació per als biòtops perduts. En suprimir les parets dretes minerals de les dàrsenes obsoletes i en crear ribes a pendís suau la fauna i la flora pot tornar. Els moviments de protecció de la natura van criticar que la renaturació d'un espai tant petit, no compensava prou o gaire les pèrdues d'hàbitats per l'extensió del port. Fora del corrent prou fort del riu, el canalet serveix d'abric per a les espècies joves que hi creixen tranquil·lament fins que es fan prou forts per a afrontar el medi més salvatge del mateix riu.
Al mig de la península formada pel Guanofleet, el Norderloch i el Fährkanal s'ha instal·lat el Teatre al port d'Hamburg, conegut pels seus musicals. Un segon teatre hi hauria d'obrir el 2013. A la seva desembocadura a l'Elba es troba un atracador dels bacs de la xarxa de transport públic de l'HVV.

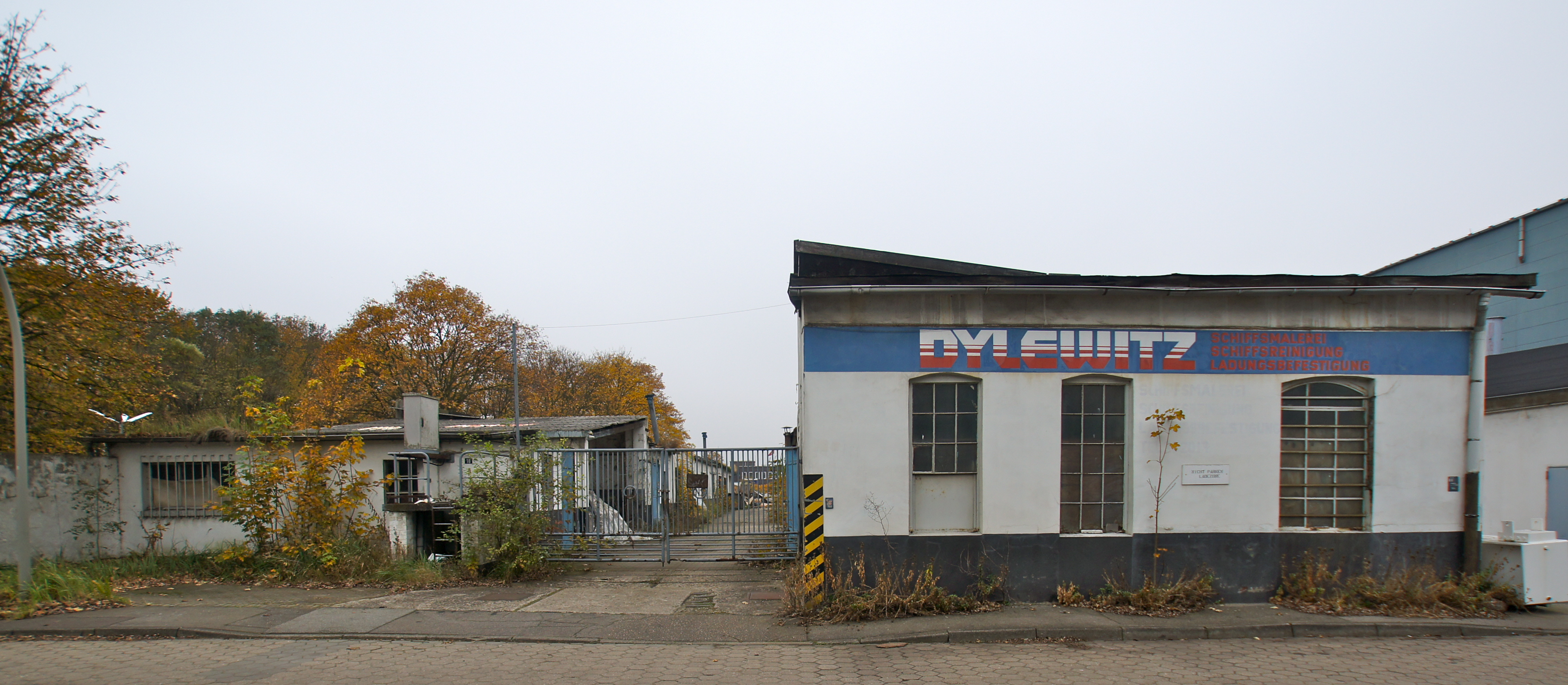
Taller de pintura de vaixells abandonat
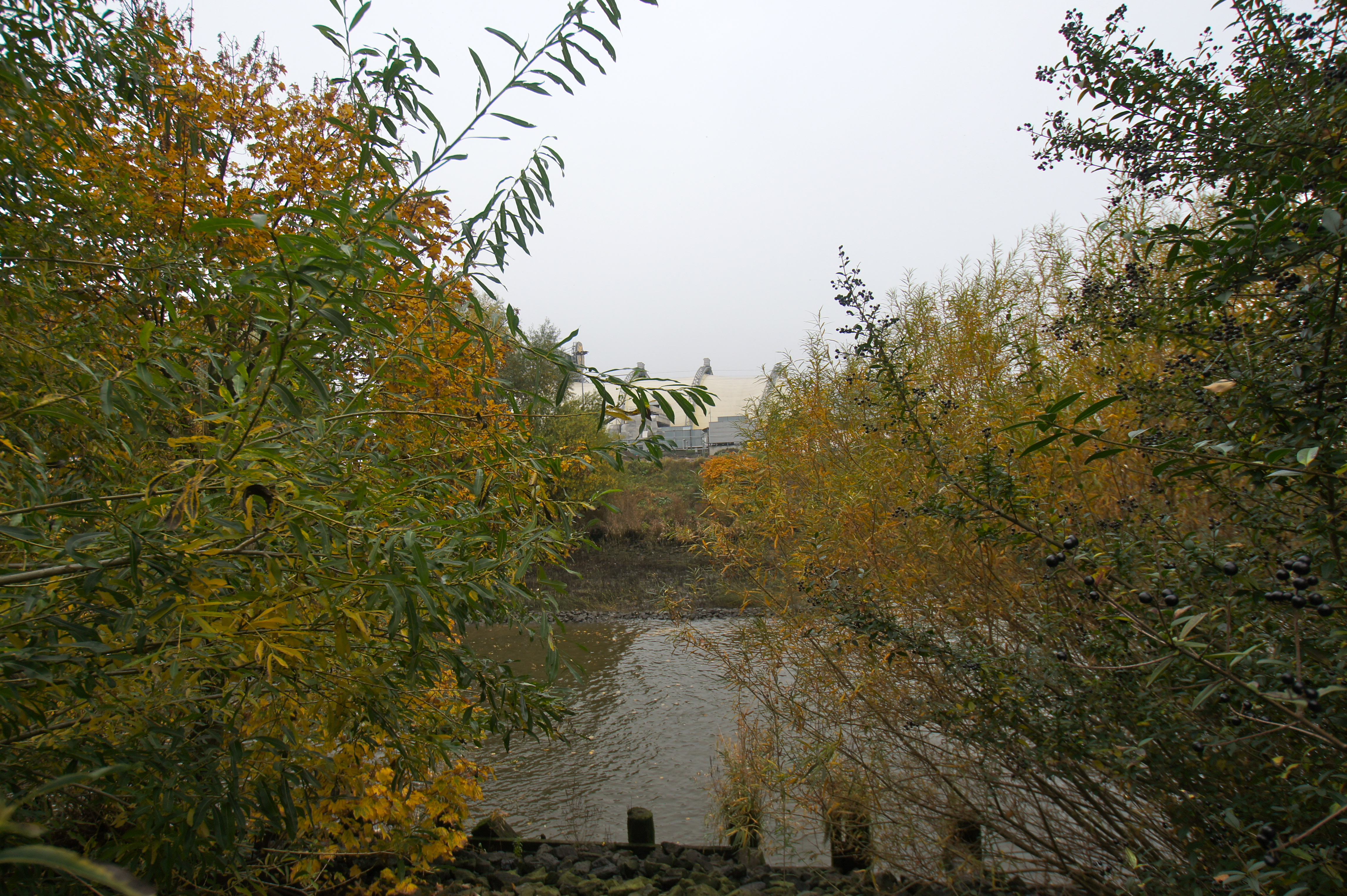
El teatre al port vist des del Guanofleet
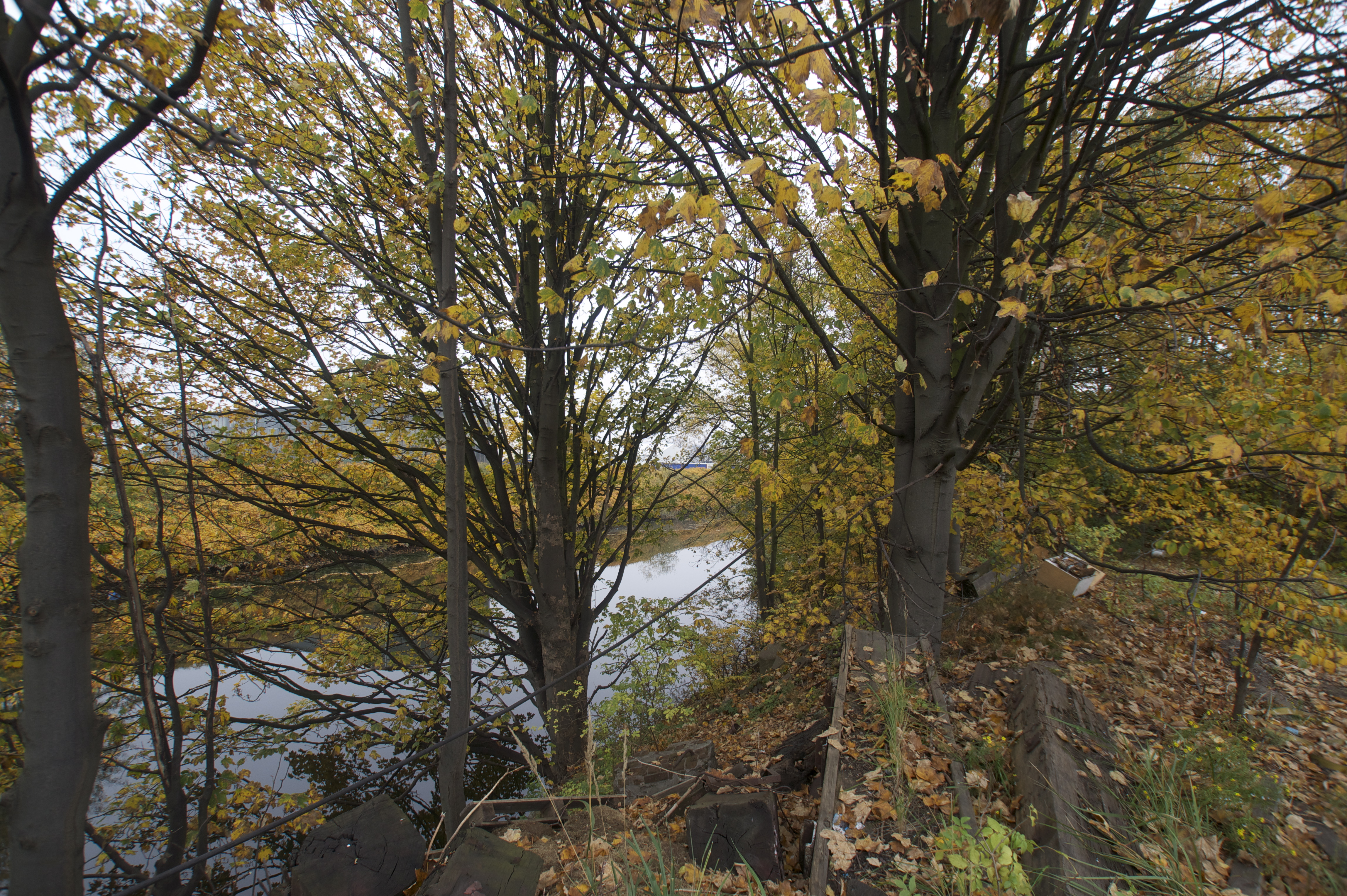
El tram enllà del carrer Norderelbstraße en direcció nord
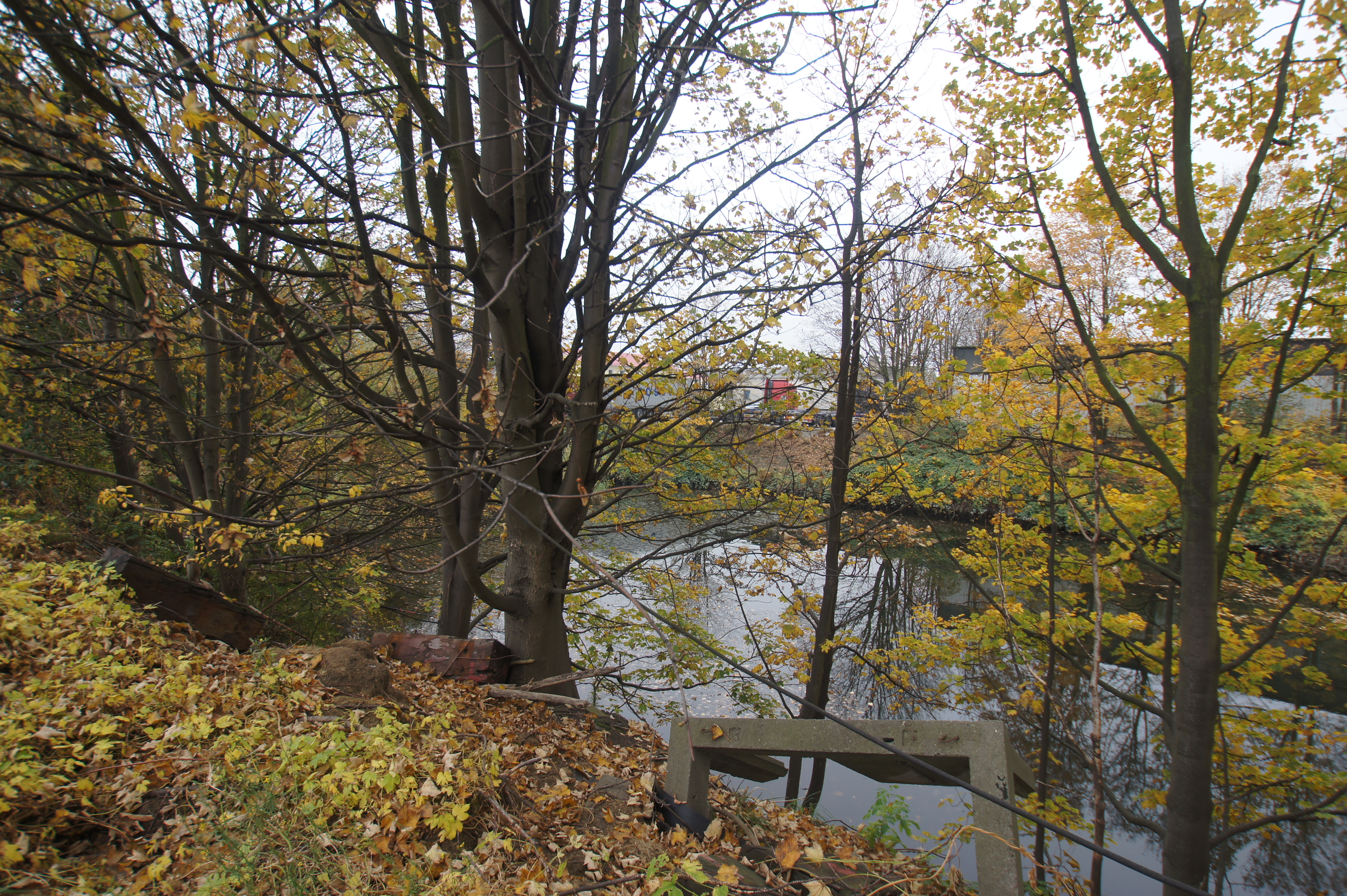
La punta meridional